# ستان وليامز (لاعب كرة قاعدة)
ستان وليامز (بالإنجليزية: Stan Williams) هو لاعب كرة قاعدة أمريكي، ولد في 14 سبتمبر 1936 في إينفيلد في الولايات المتحدة.

## وصلات خارجية
- ستان وليامز على موقع دوري كرة القاعدة الرئيسي (الإنجليزية)
- ستان وليامز على موقعبيزبول رفرنس.كوم (الدوري الرئيسي) (الإنجليزية)
- ستان وليامز على موقعبيزبول رفرنس.كوم (الدوري الثانوي) (الإنجليزية)
- ستان وليامز على موقع مشجعي الرسوم البيانية (الإنجليزية)